# Eternal Prisoner
Eternal Prisoner treći je studijski album njemačkog heavy metal-gitarista Axela Rudija Pella. Diskografska kuća Steamhammer objavila ga je 1. listopada 1992.

## Popis pjesama
Tekstovi i glazba: Axel Rudi Pell i Jeff Scott Soto, osim gdje je navedeno drugačije. 
| 1.    | »Streets of Fire«                          |                | 5:08 |
| 2.    | »Long Time«                                |                | 4:15 |
| 3.    | »Eternal Prisoner«                         | Axel Rudi Pell | 7:32 |
| 4.    | »Your Life (Not Close Enough to Paradise)« | Axel Rudi Pell | 5:05 |
| 5.    | »Wheels Rolling On«                        |                | 4:46 |
| 6.    | »Sweet Lil' Suzie«                         |                | 7:12 |
| 7.    | »Dreams of Passion«                        | Axel Rudi Pell | 4:33 |
| 8.    | »Shoot Her to the Moon«                    |                | 4:36 |
| 9.    | »Ride the Bullet«                          |                | 4:16 |
| 47:23 |                                            |                |      |

## Zasluge
Axel Rudi Pell
- Volker Krawczak – bas-gitara
- Axel Rudi Pell – gitara, produkcija
- Jörg Michael – bubnjevi
- Kai Raglewski – klavijature
- Jeff Scott Soto – vokal, prateći vokal, vokal (zborovi)

Dodatni glazbenici
- Olivier Recker – vokal (zborovi, na pjesmama 8., 9.)
- Martin Fernkorn – vokal (zborovi, na pjesmama 8., 9.)
- Michael Lorant – vokal (zborovi, na pjesmama 8., 9.)
- Andreas Schöwe – vokal (zborovi, na pjesmama 8., 9.)
- Martin Hesselbach – bubnjevi (na pjesmi "Sweet Lil' Suzie")

Ostalo osoblje
- Ulli Pösselt – produkcija, inženjer zvuka, miks
- Thomas Erkelenz – dodatni inženjer zvuka, dodatni miks, vokal (zborovi, na pjesmama 8., 9.)
- Ulf Horbelt – mastering
- Michael Bussmann – fotografije
- Marc Klinnert – naslovnica